# Predrag Kordić
Predrag (Tadija) Kordić (Grljevići, 3. svibnja 1915. – Ljubuški, 18. kolovoza 1996.) bio je hrvatski katolički svećenik iz reda franjevaca, pjesnik i dramatičar.

## Životopis
U Franjevački red stupio je 1933. godine. Završio je klasičnu gimnaziju u Širokom Brijegu 1936. godine, a filozofsko-teološki studij polazio je na Franjevačkoj bogosloviji u Mostaru (1936.–1939.). Za svećenika je zaređen 1939. godine. Studije je dovršio na Sveučilištu Antonianum u Rimu 1941. godine. Na Katoličkom sveučilištu Sacro Cuore u Milanu 1951. doktorirao je iz talijanske književnosti tezom o N. Tommaseu.
Od 1940. u Italiji, u franjevačkoj gimnaziji u Grottammareu kraj Ancone 1951. predavao je talijanski jezik. Od 1952. djelovao je u SAD-u u Chicagu, Ambridgeu, Lancasteru u Pennsylvaniji, Gulf Breezeu na Floridi te u Monessenu u Pennsylvaniji.
Zbog neslaganja s nadređenima u zajednici od 1973. do 1991. bio je član poljske franjevačke zajednice u SAD-u. Nakon povratka u domovinu djelovao u župi Grude od 1993. do 1994. godine.

## Djela
- „Rane ljepote” (Madrid, 1960.)
- „Slavoluk vrh ruševina” (Gulf Breeze, 1972.)
- „Hrvatijada” (Chicago, 1986)
- „Probodeni svjetlaci” (Chicago, 1976.)
- „Ognjeno oko proroka” (Chicago, 1979.)
- „Bolje je ne biti nego biti” (Pittsburgh, 1988.)
- „Dnevnik u stihovima” (Chicago, 1989.)
- „Ogledi i pogledi” (Chicago, 1993.)

### Članci
- Mujadžević, Dino. 2009. Kordić, Predrag. Hrvatski biografski leksikon. Zagreb.  journal zahtijeva |journal= (pomoć)